# Stanisław Bednarski (jezuita)
Stanisław Bednarski (ur. 9 kwietnia 1896 w Nowym Sączu, zm. 16 lipca 1942 w Dachau (KL)) – jezuita, Sługa Boży Kościoła katolickiego.

## Życiorys
Był synem Adama i Heleny z Drószczów. W latach 1923–1927 studiował historię kultury, literatury i historię sztuki na UJ. Jego doktorat Upadek i odrodzenie szkół jezuickich w Polsce (1933) został nagrodzony przez Polską Akademię Umiejętności. W latach 1924–1929 i 1933–1934 był redaktorem „Sodalis Marianus” (późniejszego „Wiara i Życie”), a także „Naszych Wiadomości” (1931–1936) i „Kalendarza Serca Jezusowego” (1928, 1931–1938); współpracował z „Przeglądem Powszechnym”.
Wykładał historię sztuki chrześcijańskiej i metodologię pracy naukowej na Wydziale Filozoficznym Towarzystwa Jezusowego. Był członkiem wielu towarzystw naukowych, a także działaczem organizacji społecznych. W 1935 został prokuratorem Wydawnictwa Apostolstwa Modlitwy, a w 1937 jego dyrektorem.
W 1925 r. objął kierownictwo Archiwum Prowincji Małopolskiej, od 1929 r. kierował także Biblioteką Pisarską Prowincji Jezuitów.
Ks. Bednarski specjalizował się w szkolnictwie i kulturze jezuickiej. Był autorem wielu broszur i artykułów naukowych; był także popularyzatorem. Współpracował z Polskim Słownikiem Biograficznym (biogramy: Adam Abramowicz, Piotr Abramowicz, Gorgonius Ageison, t. 1, 1935). Zorganizował także archiwum fotokopii głównego Archiwum Jezuitów i Archiwum Watykańskiego. W czasie II wojny światowej był dwukrotnie aresztowany. 8 lipca 1940 umieszczono go w więzieniu przy ul. Montelupich, a następnie wywieziono do niemieckiego obozu koncentracyjnego Sachsenhausen, a później KL Dachau.